# 罗伯托·杜埃尼亚斯
罗伯托·杜埃尼亚斯（西班牙語：Roberto Dueñas，1975年11月1日—），西班牙男子篮球运动员。他曾代表西班牙参加1998年国际篮联世界锦标赛、2000年和2004年夏季奥林匹克运动会。